# 马克斯·莫洛克
马克斯·莫洛克（德語：Max Morlock，1925年5月11日—1994年9月10日），德国前男子足球运动员，场上位置是前锋。他曾代表西德国家队参加1954年国际足联世界杯，结果队伍获得冠军。